# Голосова пошта
Голосова пошта (англ. Voice-mail) — електронна система для реєстрації, збереження та перенаправлення телефонних голосових повідомлень (іноді - для розшуку та оповіщення користувачів).
В даний час під голосовою поштою розуміють два види сервісів, що надаються операторами і поштовими серверами:
- Можливість для абонента телефонної мережі залишити адресату голосове повідомлення, яке той зможе прослухати пізніше.

- Можливість прослухати по телефону збережені на сервері електронної пошти повідомлення, які читаються роботом.

## Голосова пошта як послуга оператора
Послугу голосової пошти надають абонентам практично всі оператори стільникового зв'язку і деякі оператори традиційної телефонії. Такий сервіс дозволяє записувати голосові повідомлення абонентів, доступ до яких потім можна отримати з телефону або через інтернет. Для користування послугою необхідний телефонний апарат, який може працювати в режимі частотного (тонового) набору номера.

## Голосова пошта як послуга офісної АТС

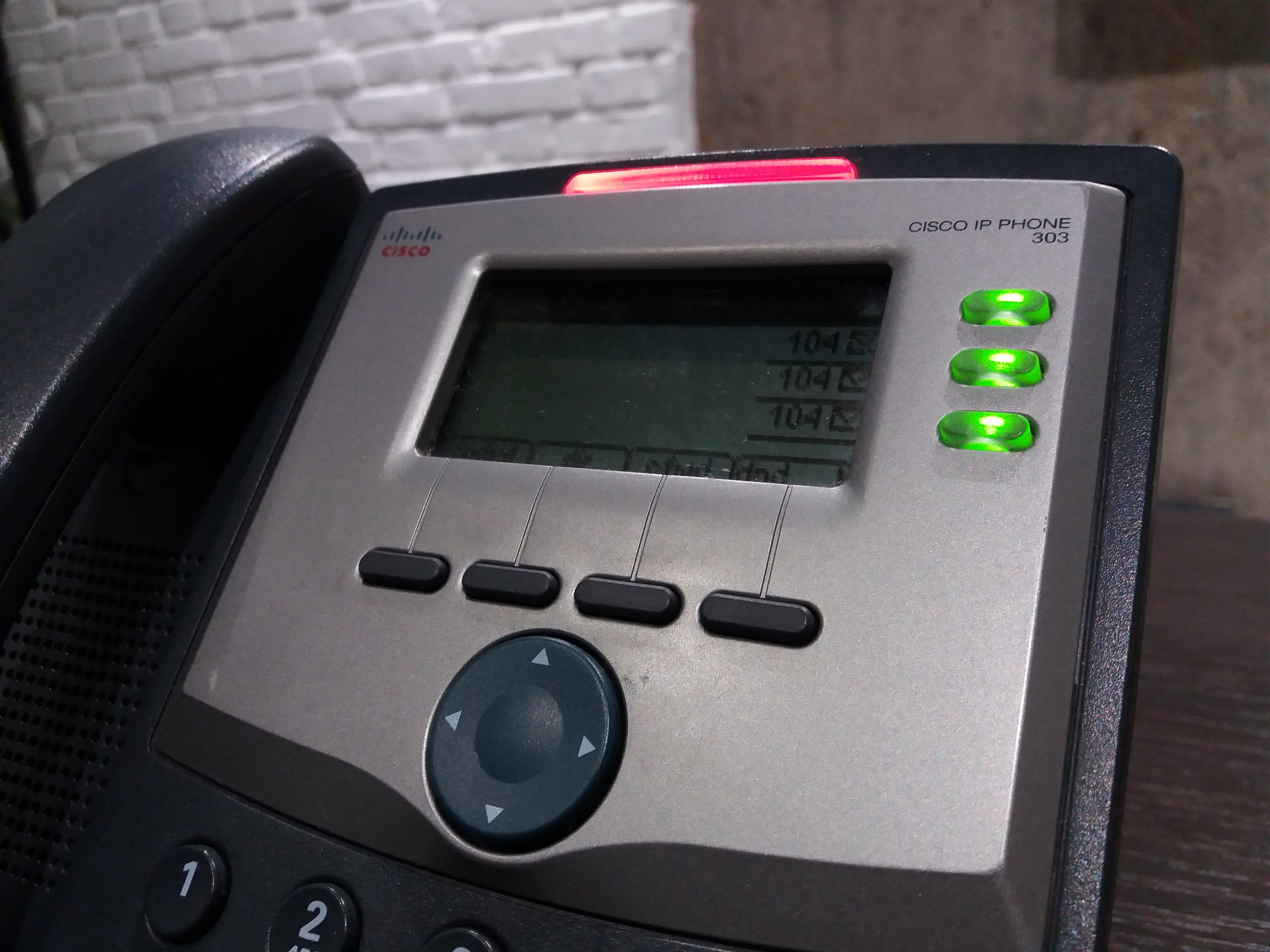
Індикація голосової пошти на Cisco SPA303

У корпоративній телефонії під голосовою поштою (системою голосової пошти) розуміється пристрій, що підключається до офісної (службової) АТС на абонентські телефонні лінії і що дозволяє кожному абоненту АТС отримувати голосові повідомлення до персональної поштової скриньки.
Прослуховування повідомлень абонентом проводиться з телефонного апарату при дзвінку на певний телефонний номер.
Деякі системні телефонні апарати мають індикатор (лампочку), що інформує про появу нових повідомлень в поштовій скриньці.
Голосова пошта конструктивно може представляти собою:
- плату розширення офісної АТС (такі плати випускають виробники офісних АТС)
- самостійний пристрій для настільної установки (випускаються масою сторонніх виробників, використовується компаніями малого та середнього бізнесу)
- функціонально закінчений блок для установки в 19" стійку (також випускається сторонніми виробниками, використовується на великих і середніх підприємствах)

Сучасна голосова пошта оснащена автосекретарем, що забезпечує можливість донабору номера, а також можливість відправлення голосових повідомлень на e-mail-и абонентів (при підключенні до LAN).